# 慢生活

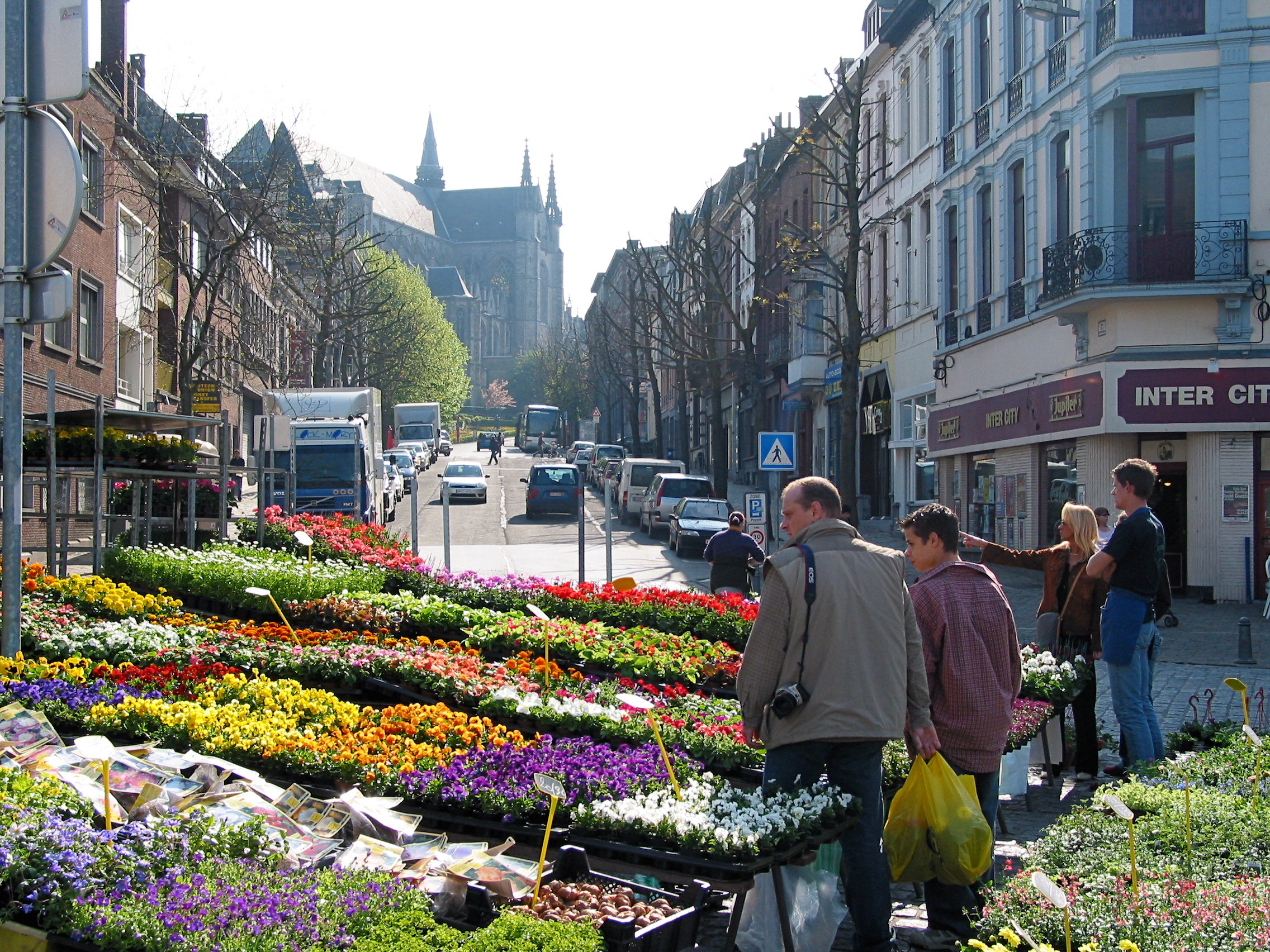
放慢腳步，感受「慢生活」。

慢生活，又稱慢活，是一種社會行為或趨勢，其倡导人们摆脱对物质疯狂的迷恋，重過簡單的生活，並減少「壓力、加班、和可能伴隨著它的心理代價」。它強調在日常生活中尋找工作與生活的平衡，並專注於個人價值的實現，和建立人際關係的人生目標，而不是純粹為了消費而追求經濟成功。
慢生活的概念與簡單生活有許多共同點，但与簡單生活不同的是，慢生活作為一種替代形式，它的重點是適度調整，並注重个体的舒適程度，是循序渐进的做法。二十世紀九十年代這個新的簡單生活形式，開始出現在主流媒體，並於生活在工業社會的社群，人氣不斷上升，这在美國、英國、新西蘭和澳大利亞尤为突出。

## 价值和动机
慢生活的本质内涵是放慢生活的脚步，过有意义的生活但不挥金如土。另一个重要原则是与他人共享闲暇时光，特别是心爱之人，而且要避免自我沉醉因为它会抵制利己主义和后现代主义社会的隔离变为常态的危险。
慢生活的主要动机是获得闲暇的时光，逃离工作和支出的周期，移除存在于高生活水平社会中所积累的不需要的财产杂物。放慢生活节奏的个人目标很简单：达到全面的自我理解和满足人生的意义。
因为慢生活的个性化本质以及强调许多细微的变化而不是对生活方式的全盘检修，它吸引了横跨社会经济学范围的众多慢生活崇尚者和参与者。放慢生活节奏的内在结果是为多样化的人口结构的慢生活者参与与工作无关的活动增加时间，培养公民更高水平的参与和社会互动。
参与的范围是无限的，因为所有的社会成员包括成年人、孩童、企业、机构、组织和政府都可以过慢生活。 
在实践中，慢生活涉及一系列行为和生活方式的转变。大多数的慢生活是自愿的选择，但一些生活上的事情例如失业和生孩子可以促使不自觉地放慢生活节奏。慢生活也会存在一个时间的维度，因为它可以是暂时的也可以是永久的。

## 方法

### 工作與收入
在經濟上，慢生活定義在減少實際或潛在的收入，工作時間和消費。當收入水平在既定市場的水平之下，隨着是潛在收益的降檔，意圖獲得其他非物質的利益。
在個人層面上，工作的降檔是自願減少年收入。 慢生活者（英語：Downshifters）追求工作以外的人生意義，因此，將選擇減少工作時間或工作量。減少工作時數的結果，是降低了所賺取的金額。簡單的不加班或每週多休閒半天，是慢生活的工作。
職業生涯降檔是經濟上的另一種方式，並降低以前對財富，晉升或更高的社會地位的願望。離職並選擇在當地社區工作，在家工作或創業是慢生活的職業生涯的例子。雖然這更為激進，但這些變化並不意味著完全停止工作。

### 消費習慣
慢生活的另一個方面，是做一個有意識的消費者，或積極實行對於消費的替代形式。慢生活的支持者指出消費主義是壓力和不滿的主要來源，因為它創造了個人主義的消費者社會，他們以高不可攀的物質財富衡量社會地位和快樂指數，只是為了個人滿足而購買商品；而消費降檔，只購買必需品，是一種重質不重量的生活態度。
對於開支的優先次序的調整，提倡了商品的實用功能，在它們所傳遞的訊息之上。一般來說，慢生活者較少品牌意識。這些消費習慣也有利於減少工作和收入，因為每年的支出會比較少。減少支出比極端降檔來得易，因為它僅需要輕微的生活方式上的改變。

### 使生活节奏放慢的政策
对于许多人来说公共政策的改变使慢生活成为更现实的选择。全民医疗和安全的养老金制度使人们从积累财富的重担中解脱并建立个人的安全网。工会、企业和政府能够实现更灵活的工作时间，兼职工作和其他一些非传统的工作安排使人们工作时间短，然而却依旧保持就业。

### 环境的重要性
国际慢生活周的宣传语是“慢和绿色”。无论有意还是无意，总体来说这一选择和实践自然环境健康的慢生活是因为他们拒绝以化石燃料供给的快节奏的生活而崇尚更可持续发展的生活方式。消费降档的潜在功能是在一定程度上减少个人的碳排放量。从一个企业转变到一个小型农业的生活方式就是一个例子。

### 地域性的慢生活
生活的高速运转和城市地区的压力引起的反响是慢生活地域性的重置，它向更小，更乡村或者更慢节奏的社区发展。这是一个更为激进的变化，但是因为互联网的使用和可能性，地域性地放慢生活节奏没有完全从主流文化中切除。

## 城市新哲學
受到慢食運動的啟發，慢城（英語：Slow City）的概念早已在意大利一些城鎮發揚光大，並漸漸拓展成為國際網絡，自1999年「慢城運動」發起以來，目前已有來自25個國家的150個城市列入慢城，除了歐美等西方國家外，近年如中國，韓國也有慢城，而目前中國唯一的慢城就是江蘇省高淳縣椏溪鎮。
慢城的人口一般不超過五萬人，城內對交通有所限制，如車輛數量，車速及不准鳴笛等，並鼓勵步行；沒有快餐，連鎖食店；霓虹燈也不會在慢城出現。另一方面，慢城提倡反污染，支持綠化和可持續發展，着力保存地方的傳統色彩，支持小型或家庭式的產業，向外展示當地獨特的手工藝或食品。

## 外部連結
- 慢生活運動官方網站（英語） （页面存档备份，存于）